# Jon Huertas
Jon Huertas (született Jon William “Scott” Hofstedt) (New York, 1969. október 23. –) amerikai színész.

## Élete és pályafutása
New Yorkban született, édesanyja puerto-ricói, édesapja amerikai. Nagyszülei nevelték fel. Az amerikai légierőnél szolgált 8 évig.
Karrierje 1993-ban kezdődött az At Home with the Webbers című tévéfilm egy apró szerepével. 1998-ban Joe Negronit alakította a Bolond szerelemben olyan sztárok mellett, mint Halle Berry, Paul Mazursky és Ben Vareen. 1999-ben már két filmben is szerepet kapott, az egyik egy horrorfilm, a Cold Hearts, a másik egy akciófilm, a Harc a lopakodóért.
2000-től is kisebb szerepekben tűnt fel filmekben, illetve A szökés, a CSI: A helyszínelők és az NCIS sorozatok epizódjaiban. 2008-ban kapta meg addigi legnagyobb szerepét az HBO Gyilkos megszállás című minisorozatában, amely a 2003-as iraki inváziót mutatta be. A sorozatban Espera őrmestert alakította. 2009-ben Esposito nyomozó szerepét osztották rá a Castle című televíziós sorozatban. 
2014-ben Tulumban vette feleségül barátnőjét, Nicole-t.

## Filmográfia

### Film
| Év   | Magyar cím                   | Eredeti cím                   | Szerep                    | Magyar hang     |
| ---- | ---------------------------- | ----------------------------- | ------------------------- | --------------- |
| 1996 | Tűzparancs                   | Executive Decision            | Sammy, terrorista         |                 |
| 1998 | Bolond szerelem              | Why Do Fools Fall in Love?    | Joe Negroni               |                 |
| 1999 | Harc a lopakodóért           | Stealth Fighter               | Bradley Elias hadnagy     |                 |
| 1999 |                              | Buddy Boy                     | Omar                      |                 |
| 1999 |                              | Cold Hearts                   | Darius                    |                 |
| 2000 | Halálos azonosság            | Auggie Rose                   | mentős                    |                 |
| 2000 | El a kezekkel a feleségemtől | Picking up the Pieces         | Paulo                     |                 |
| 2001 |                              | Green Diggity Dog             | Tim Porter                |                 |
| 2002 |                              | Bug                           | Mitchell                  |                 |
| 2006 | Otthon, biztonságban         | Right at Your Door            | Rick                      |                 |
| 2006 | Szamba-hajsza                | Hot Tamale                    | Alex                      | Dányi Krisztián |
| 2006 | Csillapíthatatlan étvágy     | The Insatiable                | Javier                    |                 |
| 2006 |                              | The Yardsale                  | Chuy                      |                 |
| 2007 | Higgy a pokolban!            | Believers                     | Victor                    | Holl Nándor     |
| 2008 | Pokoli hajsza                | The Objective                 | Vincent Degetau őrmester  | Hamvas Dániel   |
| 2010 | Gazdátlanul Mexikóban 2.     | Un Chihuahua de Beverly Hills | Alberto (hangja)          | Dolmány Attila  |
| 2012 | Rejtekhely                   | Stash House                   | Ray Jaffe                 | Szokol Péter    |
| 2013 |                              | Miss Dial                     | Alex                      |                 |
| 2014 |                              | Reparation                    | Jerome Keller             |                 |
| 2017 |                              | Altered Perception            | Andrew                    |                 |
| 2019 |                              | Imprisoned                    | Diaz                      |                 |
| 2020 |                              | Initiation                    | Rico Martinez rendőrtiszt |                 |
| 2022 |                              | Prisoner's Daughter           | Joseph                    |                 |

Rövidfilm
- South Bureau Homicide (1996) – rendőr
- El gusano (2003) – Dan
- Induction (2005) – Rico Rodriguez
- Lone (2011) – Jimmy
- The Box (2014) – Coffey

### Televízió
| Év        | Magyar cím                         | Eredeti cím                                  | Szerep                           | Megjegyzések                                           |
| --------- | ---------------------------------- | -------------------------------------------- | -------------------------------- | ------------------------------------------------------ |
| 1993      |                                    | At Home with the Webbers                     | strici (stáblistán nem szerepel) | tévéfilm                                               |
| 1995      | Beverly Hills 90210                | Beverly Hills, 90210                         | Peter Manguson                   | 1 epizód                                               |
| 1997      | JAG – Becsületbeli ügyek           | JAG                                          | Cayuga Helmsman / Ramirez        | 2 epizód                                               |
| 1998      | Nash Bridges – Trükkös hekus       | Nash Bridges                                 | szélhámos                        | 1 epizód                                               |
| 1998–1999 |                                    | Moesha                                       | Antonio                          | 8 epizód                                               |
| 1999      | Alul semmi                         | Undressed                                    | Evan                             | 6 epizód                                               |
| 1999      |                                    | St. Michael's Crossing                       | mentős                           | 1 epizód                                               |
| 1999–2000 | Sabrina, a tiniboszorkány          | Sabrina, the Teenage Witch                   | Brad Alcerro                     | 12 epizód                                              |
| 2000      | Angyali érintés                    | Touched by an Angel                          | Warren                           | 1 epizód                                               |
| 2000      |                                    | A Family in Crisis: The Elian Gonzales Story | Rafael                           | tévéfilm                                               |
| 2001      | Latin pofonok                      | Resurrection Blvd.                           | ismeretlen szerep                | 1 epizód                                               |
| 2002      | New York rendőrei                  | NYPD Blue                                    | Juan                             | 1 epizód                                               |
| 2002      | Börtön pszicho                     | Borderline                                   | Circo Ruiz                       | - tévéfilm - magyar hangja: - Takátsy Péter            |
| 2002–2003 | The Shield – Kemény zsaruk         | The Shield                                   | Robbie Villanueva                | 2 epizód                                               |
| 2004      | Az ügyosztály                      | The Division                                 | Juan                             | 1 epizód                                               |
| 2004      |                                    | The Joe Schmo Show                           | T.J. 'The Playah'                | 9 epizód                                               |
| 2004      | Bostoni halottkémek                | Crossing Jordan                              | Manuel Rios                      | 1 epizód                                               |
| 2005      | Nyomtalanul                        | Without a Trace                              | Luis Alvarez                     | 1 epizód                                               |
| 2005      | CSI: A helyszínelők                | CSI: Crime Scene Investigation               | Leon Madera                      | 1 epizód                                               |
| 2005      | Döglött akták                      | Cold Case                                    | Carlos                           | 1 epizód                                               |
| 2006      | Rejtélyek városa                   | Invasion                                     | nemzeti gárda tagja              | 2 epizód                                               |
| 2007      | A szökés                           | Prison Break                                 | DeJesus                          | 1 epizód                                               |
| 2007      |                                    | Making it Legal                              | Mike Carlton                     | tévéfilm                                               |
| 2008      | Gyilkos megszállás                 | Generation Kill                              | Antonio 'Poke' Espera őrmester   | minisorozat (7 epizód)                                 |
| 2008      | Terminátor – Sarah Connor krónikái | Terminator: The Sarah Connor Chronicles      | Trevor                           | 1 epizód                                               |
| 2008      | NCIS                               | NCIS                                         | Jack Kale őrmester               | 2 epizód                                               |
| 2008–2010 |                                    | Ylse                                         | Ian                              | televíziós sorozat                                     |
| 2009      | Sötét zsaruk                       | Dark Blue                                    | Chavez                           | 1 epizód                                               |
| 2009−2016 | Castle                             | Castle                                       | Javier Esposito                  | - főszereplő - magyar hangja:[forrás?] - Megyeri János |
| 2010      |                                    | Futurestates                                 | Scorpio                          | 1 epizód                                               |
| 2016      |                                    | Con Man                                      | Diego Alfonso                    | 2 epizód                                               |
| 2016–2019 | Sherlock és Watson                 | Elementary                                   | Halcon                           | 3 epizód                                               |
| 2016–2022 | Rólunk szól                        | This Is Us                                   | Miguel Rivas                     | 99 epizód                                              |
| 2019      | Az újonc                           | The Rookie                                   | Alejandro Mejia                  | 1 epizód                                               |